# Polyommatus subtusminuspunctata
Polyommatus subtusminuspunctata är en fjärilsart som beskrevs av Charles Oberthür 1896. Polyommatus subtusminuspunctata ingår i släktet Polyommatus och familjen juvelvingar. Inga underarter finns listade i Catalogue of Life.